# Alberto Chiarugi
Alberto Chiarugi (Florencia, 20 de noviembre de 1901-25 de febrero de 1960) fue un naturalista italiano.

## Biografía
Hijo del anatomista Giulio y de Elena Lensi.
En 1924, Alberto se licenció en ciencias naturales por la Universidad de Pisa, e ingresa como asistente del Instituto botánico de Florencia, a las órdenes directas de Enrico Carano, que lo propuso para ocuparse de la embriología vegetal, genética, y cariología, además de geobotánica, y florística. En 1930, con solo 29 años, consigue la cátedra de botánica en la universidad pisana, en virtud de su rica actividad científica.
En 1950, regresó a Florencia, para la elección de la misma silla que dejó vacante Giovanni Negri. El decenio de la dirección de Chiarugi fue para el Instituto de botánica florentino un periodo de particular vivacidad, que le llevó a alcanzar un papel de liderazgo a nivel nacional. A través de sus años en Florencia, además de ocuparse activamente de los problemas de la política universitaria, Chiarugi fue capaz de profundizar en los estudios de la embriología, cariología, citotaxonomía, fitogeografía, y paleobotánica, dando lugar a una rica actividad editorial.
En 1939 fue nombrado caballero de la Orden de la Corona de Italia por el ministro Bottai, y desde 1947 socio de la Accademia dei Lincei. De 1945 a 1950, fue presidente de la Sociedad toscana de ciencias naturales, y presidente de la Sociedad italiana de antropología y etnología, y del Instituto italiano de prehistoria y protohistoria. Secretario de la Sociedad botánica italiana de 1930 a 1960, y fue fundador y el primer director del Centro de estudios de la citología vegetal del CNR y de la Fundación Parlatore para el estudio de la flora y de la vegetación.
En 1949, fundó la revista Caryologia publicada ahora en la Universidad de Florencia, y desde 2012, por Taylor & Francis.
Fallece en Florencia el 25 de febrero de 1960.

## El archivo y la biblioteca
Los trabajos de Chiarugi se conservan en parte en la Biblioteca de biología general de la Universidad de estudios de Florencia, en parte en la biblioteca del Museo Galileo.
Junto con documentación, cartas, su hijo Giulio ha depositado en el Museo Galileo una biblioteca, que contiene libros de su padre y su abuelo, y que está centrado en anatomía, medicina, y botánica, en una colección de la biblioteca de aproximadamente 380 piezas, de las cuales cuarenta son varios extractos.

## Eponimia
Especies
- (Asteraceae) Artemisia chiarugii Pamp.[8]
- (Asteraceae) Vernonia chiarugii Pic.Serm.[9]
- (Malvaceae) Cienfuegosia chiarugii Chiov.[10]